# Ровда, Кирилл Иосифович
Ровда Кирилл Иосифович (27 февраля 1905, Кривой Рог, Херсонская губерния — ноябрь 1995, Санкт-Петербург) — советский литературовед, специалист по истории российско-чешских литературных связей, доктор филологических наук (1971).

## Биография
Родился 27 февраля 1905 года в местечке Кривой Рог в семье из литовского рода Ровдаси. Родители в конце XIX века переехали жить в Кривой Рог.
Жил и работал на Дубовой Балке, окончил начальную школу на Вечернем Куте в Кривом Роге.
В 1915 году семья переселена в Томск. Работал на Кольчугинском руднике, член Революционного коммунистического союза молодёжи рудника. Один из организаторов Социалистического союза рабочей молодёжи в Кольчугино (1917—1918), затем — комсомольских, партийных и советских органов власти в Томской губернии. Член РКП(б) с 1920 года.
С 1925 года работал литературным консультантом в газете «Ленинградская правда». С 1927 года учился в Ленинградском историко-филологическом институте. В 1931 году окончил Институт красной профессуры, в 1935 году — Институт русской литературы (Пушкинский Дом) АН СССР в Ленинграде.
С 1933 года работал аспирантом Института русской литературы АН СССР под руководством академика А. В. Луначарского, а после его смерти — профессора В. К. Мюллера. В 1935 году защитил кандидатскую диссертацию по литературоведению «Джордж Элиот и его оценка в России», доцент. В 1935 году зачислен докторантом АН и предназначен учёным секретарём Института русской литературы АН СССР. Был членом парткома Института русской литературы. В 1935—1937 годах читал курс зарубежной литературы в Институте иностранного туризма в Ленинграде.
В 1937 году был арестован, исключён из партии, снят с работы, отчислен из докторантуры. Выслан в Кзыл-Орду (Казахстан), где работал в психиатрической колонии. Потом преподавал русский язык, был директором школы.
В 1944—1947 годах преподавал в Кзыл-Ординском педагогическом институте, в 1947—1955 годах — доцент кафедры языка и литературы в Криворожском педагогическом институте, в 1955—1959 годах — Кировоградском государственном педагогическом институте имени А. С. Пушкина. В 1959 году, после реабилитации, вернулся в Ленинград на прежнее место работы, научный консультант Института русской литературы АН СССР в Ленинграде.
Умер в ноябре 1995 года в Санкт-Петербурге.

## Научная деятельность
Специалист по истории русско-чешских и русско-английских литературных связей, шекспировед. Один из самых уважаемых ленинградских профессоров. Кроме русского, владел английским, французским, немецким, украинским, болгарским, польским и чешским языками.
Монографии: Карл Маркс и художественная литература (1961), Россия и Чехия. Взаимосвязи литератур 1870—1890 (1978).